# Dalbergia elegans
Dalbergia elegans är en ärtväxtart som beskrevs av A.M.Carvalho. Dalbergia elegans ingår i släktet Dalbergia, och familjen ärtväxter. Inga underarter finns listade i Catalogue of Life.